# Обсерваторія Університету 19 Травня
Обсерваторія Університету 19 Травня (тур. Ondokuz Mayıs Üniversitesi Gözlemevi) — астрономічна обсерваторія в Туреччині, підпорядкована кафедрі астрономії та космічних наук факультету природничих наук Університету 19 Травня. Заснована 1 червня 2006 року. Розташована в межах університетського містечка на відстані 14 км на північний захід від Самсуна. Це одна з шести університетських обсерваторій країни.

## Інструменти
Обсерваторія має такі телескопи:
- T14 системи Шмідта–Кассегрена[en]. Meade LX200GPS виробництва Meade Instruments. Діаметр 355 мм.
- T5 системи Максутова-Кассегрена. Meade ETX-125 виробництва Meade Instruments. Діаметр 127 мм.